# Zajedavske uši
Zajedavske uši (znanstveno ime Phthiraptera, grško  - phthir - uš + a (predpona) - brez + pteron - krilo) so red žuželk z okoli 5000 opisanimi vrstami obligatnih zajedavcev, predstavniki katerih zajedajo na skoraj vseh redovih sesalcev in ptičev z izjemo stokovcev in netopirjev. Poleg bolh so edini red žuželk, v celoti specializiran na zajedavstvo.

## Telesne značilnosti
Zaradi načina življenja imajo zelo specializirano telesno zgradbo: poleg majhne velikosti (0,5 do 8 mm) je zanje značilno, da so brez kril, telo je dorzoventralno sploščeno. Oči so delno ali popolnoma reducirane, očesc nimajo. Tipalnice so kratke, nitaste, sestavljene iz 3 do 5 členov. Pri nekaterih skupinah so oblikovane v držalo, s katerim se oklenejo gostitelja. Obustne okončine imajo izoblikovane bodisi kot grizalo, bodisi kot kljun za prebadanje in sesanje. Noge so razmeroma dobro razvite, krepke. Stopalce (tarzus) je spremenjeno v krempelj, ki se po obliki ujema z distalnim delom tibie in tvori držalo, s katerimi se uši oprimejo gostiteljeve dlake ali perja kot primejo klešče cev.
Imajo nepopolno preobrazbo – ličinke so po obliki podobne odraslim živalim, so le manjše in brez genitalij.

## Življenje
Samica po oploditvi odloži 50 do 150 jajčec, ki jih zalepi na dlako ali perje gostitelja. Pravimo jim gnide. Po enem tednu se izležejo ličinke, ki se pričnejo prehranjevati z gostiteljem. Navadno se levijo trikrat preden odrastejo. Vse življenje preživijo bodisi na gostitelju, bodisi v njegovi neposredni bližini. Ker se tako trdno oklenejo njegove dlake ali perja, se jih ta z grizenjem in praskanjem ne more znebiti. Razširjajo se s fizičnim stikom ali ob uporabi skupnih prostorov (najpogosteje prenočišč).

## Ekologija
Zajedavske uši so obligatni zunanji zajedavci. Noben od stadijev ni prostoživeč. Najdemo jih na vseh redovih sesalcev in ptičev, razen stokovcev in netopirjev. Predstavniki podredov Ischnocera in Ambylicera se prehranjujejo večinoma s perjem ptičev in kožo sesalcev, le nekaj vrst se prehranjuje s krvjo. Predstavniki podreda Anoplura so brez izjeme krvosesi.

### Pomen za človeka
Ljudje so posebnost med gostitelji uši, na njem namreč zajedata dve različni vrsti: to sta bela uš (Pediculus humanus) in sramna uš (Phthirius pubis). Poznamo tudi nekaj podvrst bele uši, ki so se specializirale na različne predele telesa. Tako ločimo naglavno uš (Pediculus humanus capitis) od »klasične« bele uši (Pediculus humanus humanus). Genetske raziskave nakazujejo, da so sramne uši preskočile na človekove prednike s prednikov goril pred okoli 3,3 milijoni let, verjetno zaradi uporabe istih prenočišč ali drugih skupnih prostorov, od takrat pa se med ljudmi prenašajo v glavnem s spolnim odnosom. V državah v razvoju je lahko okuženost prebivalstva tudi do 50%.
Zaradi povezave s slabimi higienskimi razmerami, neprijetnim občutkom in prenašanjem bolezni, vzbujajo zajedavske uši pri ljudeh nelagodje. Bela uš dejansko prenaša nekaj nevarnih bolezni, kot so endemična pegavica, povratna mrzlica in Wolhynijeva vročica. Infekciji z naglavno ušjo pravimo pedikuloza. Njen glavni simptom je srbečica; zaradi neprestanega praskanja lahko nastanejo ranice, ki so mesto okužbe. V nasprotju s tem pa za sramno uš ni dokazano, da bi prenašala katerokoli bolezen.
Zajedavske uši povzročajo težave tudi živinorejcem. Na domačih živalih najdemo npr. govejo uš (Haematopinus eurysternus), svinjsko uš (Haematopinus eurysternus) in ovčjo uš (Damalinia limbata). S sesanjem krvi sicer ne morejo povzročiti smrti živali, jo pa oslabijo, zaradi česar lahko podleže drugim boleznim.
Zatiramo jih večinoma s kemičnimi sredstvi (insekticidi, med katerimi je bil včasih najbolj uporabljan DDT, danes pa se njegova uporaba zaradi škodljivih stranskih vplivov opušča), ali izvlečki naravnih olj, ki zadušijo še neizlegle ličinke. Ob neustrezni (npr. pretirani) uporabi prihaja tudi do odpornosti živali proti kemikalijam.

## Sistematika
Zajedavske uši naj bi izhajale iz družine Liposcelidae prašnih uši, kar bi pomenilo, da so slednje parafiletska skupina. Tradicionalno so jih delili na podredova Anoplura (uši) in Mallophaga (perojedi), vendar se je izkazalo, da slednji ne ustreza in po današnjih spoznanjih sestavljajo red naslednji podredovi:
- Anoplura – uši v ožjem pomenu besede. Sem sodijo naglavne in sramne uši.
- Abmylicera – primitivna skupina uši.
- Ischnocera – zajedajo na ptičih.
- Rhynchophthirina – majhen in zelo specializiran podred afriških uši, ki zajedajo na slonih in svinjah bradavičarkah. Sestavljajo ga samo tri vrste.

Sorodstvena razmerja med njimi so slabo poznana in predlagane so bile že skoraj vse razporeditve. Zadnje tri podredove zaradi podobnega načina prehranjevanja in telesne oblike združujemo v skupino Mallophaga (perojedi) - zajedavske uši z obustnim aparatom, izoblikovanim v grizalo. Predstavniki podreda Anoplura se od njih ločijo po tem, da pikajo in sesajo kri, zaradi česar so jih dolgo imeli za izvorno skupino. Vendar pa kladistične analize kažejo, da je izvorna skupina Ambylicera, sesanje krvi pri Anoplurih pa naj bi se razvilo drugotno.
Različne taksonomske skupine zajedavskih uši so zelo specializirane na svoje gostitelje in mnogo monofiletskih skupin zajeda na monofiletskih skupinah gostiteljev, kar nakazuje na skupno evolucijo. Vendar pa se speciacija uši ne ujema natančno s tisto njihovih gostiteljev, saj prihaja tudi do preskokov med ekološko podobnimi, vendar nesorodnimi gostiteljskimi vrstami. Ker pa je sorodnost skupin zajedavskih uši slabo poznana, je sklepanje o povezavah med njimi in njihovimi gostitelji težavno.